# Modrzyk ciemny
Modrzyk ciemny (Porphyrio melanotus) – gatunek dużego ptaka z rodziny chruścieli. Występuje w Papui-Nowej Gwinei, Australii i Nowej Zelandii. Na Nowej Zelandii jest znany pod maoryską nazwą pūkeko. 
W niektórych ujęciach taksonomicznych rodzaj Porphyrio współcześnie ma tylko dwa gatunki, z których liczniejszy to Porphyrio porphyrio (modrzyk) z kilkoma podgatunkami, wśród których znajduje się Porphyrio porphyrio melanotus. Według analiz genetycznych gatunek ten jest parafiletyczny i jego podgatunki należy traktować jak odrębne gatunki. W tym ujęciu Porphyrio melanotus jest wyróżniany jako gatunek. 

## Morfologia
Modrzyk ciemny jest dużym ptakiem o długości ciała około 50 cm i masie ciała od 700 do 1200 g. Ma długi, czerwony dziób i tarczkę czołową, czarne upierzenie z fioletowym połyskiem na głowie, szyi i piersi, białe pióra pod ogonem, które podnosi i opuszcza podczas chodzenia, i duże, zielone nogi z długimi palcami. Samce i samice są podobne, ale samce są nieco większe i mają większą tarczkę.

## Rozmnażanie
Samica składa do 6 jaj ale zdarzają się przypadki większej ilości - do 10 jaj kiedy opiekę nad gniazdami sprawuje grupa samic.